# Talisia longifolia
Talisia longifolia là một loài thực vật có hoa trong họ Bồ hòn. Loài này được (Benth.) Radlk. miêu tả khoa học đầu tiên năm 1878.